# Hrabstwo Linn (Missouri)
Hrabstwo Linn (ang. Linn County) – hrabstwo w stanie Missouri w Stanach Zjednoczonych. Obszar całkowity hrabstwa obejmuje powierzchnię 764,59 mil2 (1 980 km²). Według danych z 2010 r. hrabstwo miało 12 761 mieszkańców. Hrabstwo powstało w 1837 roku i nosi imię Lewisa Linna - senatora ze stanu Missouri.

## Sąsiednie hrabstwa
- Hrabstwo Sullivan (północ)
- Hrabstwo Adair (północny wschód)
- Hrabstwo Macon (wschód)
- Hrabstwo Chariton (południe)
- Hrabstwo Livingston (zachód)
- Hrabstwo Grundy (północny zachód)

## Miasta
- Brookfield
- Browning
- Bucklin
- Laclede
- Linneus
- Marceline
- Meadville
- Purdin